# 海洋天堂
《海洋天堂》是一部2010年上映的劇情片，薛曉路執導，李連杰、文章、桂綸鎂和朱媛媛主演。該片於2010年6月24日在香港上映。故事描述一位肝癌末期的父親，為自闭症兒子舖排後路並訓練其自理生活及謀生的過程。

## 劇情
罹患肝癌末期的王心誠，原本計劃帶著自闭症兒子大福投海自盡，卻因識水性的兒子解開了繫在腳上的繩索而沒有成功。與兒子回家後，心誠詢問兒子的意見仍未得到正面回應，但仍讓心誠決定改變初衷，利用僅剩的幾個月時間讓大福能一個人活下去。
心誠為大福的將來謀劃了兩件大事：自理生活及工作謀生。由於大福已經21歲，公辦的社福單位幾乎無法收容，心誠為此四處碰壁。正在求助無門之時，劉校長及時出現介紹了一個民辦機構供大福居住。解決了大福的居所問題後，心誠努力讓大福學會穿衣、煮蛋等生活瑣事，又讓大福學習搭公車、拖地，並央求海洋館唐總讓大福當清潔工，但唐總在未知心誠病況下而拒絕了。
大福初到私立機構時無法適應，心誠於是搬到機構裡陪大福渡過人生最後一段路程。心誠知道大福不希望他離去，於是裝扮成海龜陪大福一起游泳，並讓大福以為海洋館裡的大海龜就是爸爸。
大福在海洋館認識了當小丑的玲玲，玲玲是第一個能讓大福不孤单的外人，不過她卻因為必須隨團四處表演而離開海洋館。
心誠走後，唐總主動承諾當大福的監護人並讓他在海洋館工作，大福也不負父親所望，懂得自己穿衣、煮蛋、搭公車及拖地。雖然他仍然是孤单的，但他有機構照顧、有大海龜陪伴，還有在電話那頭的玲玲陪伴，沒有父親照料的大福，終於結束自己的人生。此片使人了解，自闭症患者应得到尊重。

## 演員
- 李連杰 飾 王心誠
- 文　章 飾 王大福
- 桂綸鎂 飾 玲玲
- 朱媛媛 飾 柴嫂
- 董　勇 飾 唐總
- 高圓圓 飾 大福母親
- 嚴敏求 飾 劉校長
- 詠　梅 飾 譚所長

## 奖项及提名
| 獎項                                                    | 類別             | 名字                                               | 結果 |
| ------------------------------------------------------- | ---------------- | -------------------------------------------------- | ---- |
| 第31届大众电影百花奖                                    | 最佳女配角       | 朱媛媛                                             | 提名 |
| 第14届华表奖                                            | 优秀合拍片奖     | 《海洋天堂》和《风声》、《孔子》、《十月围城》並列 | 獲獎 |
| 第14届华表奖                                            | 优秀新人编剧奖   | 薛晓路                                             | 獲獎 |
| 第14届华表奖                                            | 优秀新人男演员奖 | 文章                                               | 獲獎 |
| 第13届上海国际电影节單元 "优秀国产新片展映单元电影频道" | 最佳男主角       | 文章                                               | 獲獎 |
| 第13届上海国际电影节單元 "优秀国产新片展映单元电影频道" | 最佳新人导演     | 薛晓路                                             | 獲獎 |
| 第13届上海国际电影节單元 "优秀国产新片展映单元电影频道" | 最佳影片         | 《海洋天堂》                                       | 獲獎 |
| 第18届北京大学生电影节                                  | 人文关怀奖       | 《海洋天堂》                                       | 獲獎 |

## 外部連結
- 官方部落格 （页面存档备份，存于）
- Yahoo奇摩電影上《海洋天堂》的資料（繁體中文）
- MSN娛樂上《海洋天堂》的資料（繁體中文）

- 開眼電影網上《海洋天堂》的資料（繁體中文）
- 豆瓣电影上《海洋天堂》的資料 （简体中文）
- 时光网上《海洋天堂》的資料（简体中文）
- AllMovie上《海洋天堂》的资料（英文）
- 爛番茄上《海洋天堂》的資料（英文）
- 香港影庫上《海洋天堂》的資料（繁體中文）
- 互联网电影数据库（IMDb）上《海洋天堂》的资料（英文）